# Harrison FC
Harrison FC is een voormalige Amerikaanse voetbalclub uit Harrison, New Jersey. De club werd opgericht in 1919 als Harrison Erie SC en opgeheven in 1923. In 1921 was de club een van de oprichters van de American Soccer League. De club speelde twee seizoenen in de National Association Football League en twee seizoenen in de American Soccer League.